# Sara McManus
Sara McManus (* 13. Dezember 1991 in Göteborg) ist eine schwedische Curlerin. Derzeit spielt sie an der Position des Third im Team von Anna Hasselborg.

## Karriere
McManus begann ihre internationale Karriere bei der Juniorenweltmeisterschaft 2009 im Team von Anna Hasselborg. Offiziell nahm sie als Ersatzspielerin teil, wurde jedoch in den meisten Spielen auf der Position des Lead eingesetzt. Das Team errang den fünften Platz. Bei der Juniorenweltmeisterschaft 2010 trat McManus erneut mit Anna Hasselborg als Skip an und gewann die Goldmedaille. 2011 wurde das schwedische Juniorenteam von Saras Schwester Jonna McManus als Skip übernommen. Bei der Juniorenweltmeisterschaft 2011 kam die Mannschaft mit McManus als Third auf den vierten Platz. Bei den beiden folgenden Juniorenweltmeisterschaften spielte sie als Skip. 2012 verlor das Team im Spiel um Platz 3 gegen die russische Mannschaft. 2013 wurde das Team Fünfter.
2015 spielte McManus als Skip im Team der Universität Gävle für Schweden bei der Winter-Universiade 2015. Nach einem Matchverlust gegen die Schweiz im Spiel um Platz 3 wurde sie Vierte.
2014 nahm sie erstmals an der Weltmeisterschaft teil. Als Ersatzspielerin im Team von Margaretha Sigfridsson wurde sie Fünfte. Bei der Weltmeisterschaft 2015 spielte sie als Second im Team Sigfridsson und wurde Siebte.
2015 wechselte sie zum Team von Anna Hasselborg, für das sie bereits als Ersatzspielerin bei der Europameisterschaft 2014 dabei war; das Team wurde Fünfter. Seither spielt McManus als Third.
Bei der Europameisterschaft 2016 erreichte sie das Finale, unterlag dort aber dem russischen Team um Wiktorija Moissejewa.
Bei der Weltmeisterschaft 2017 in Peking wurde sie mit dem schwedischen Team Vierte, nachdem sie das Spiel um Platz 3 gegen das schottische Team von Eve Muirhead mit 4:6 verloren hatte. Bei der Europameisterschaft 2017 in St. Gallen unterlag sie mit der Mannschaft von Anna Hasselborg nach einer makellosen Vorrunde und einem 7:3-Halbfinalerfolg über Italien im Finale mit 3:6 dem schottische Team um Skip Eve Muirhead und sicherte sich die zweite Silbermedaille.
McManus hat mit Anna Hasselborg, Agnes Knochenhauer (Second) und Sofia Mabergs (Lead) Schweden bei den Olympischen Winterspielen 2018 vertreten und die Goldmedaille im Finale gegen Südkorea mit Skip Kim Eun-jung gewonnen. Bei der Weltmeisterschaft 2018 im kanadischen North Bay unterlag sie im Finale der kanadischen Mannschaft um Jennifer Jones und gewann die Silbermedaille. Im November 2018 gewann sie mit dem Team Hasselborg durch einen Finalsieg gegen die Schweiz (Skip: Silvana Tirinzoni) die Europameisterschaft 2018; es war ihre erste Goldmedaille bei diesem Wettbewerb.
McManus spielt mit dem Team Hasselborg auf der World Curling Tour und konnte dort mehrere Turniere gewinnen. Im September 2018 gewann sie mit dem Elite 10 in Chatham-Kent ihr erstes Turnier des Grand Slam of Curling. Es war der erste Sieg bei einem Grand-Slam-Turnier für das Team Hasselborg, aber auch der erste Sieg eines schwedischen Frauenteams. Im Oktober 2018 errang sie den zweiten Grand-Slam-Sieg in Folge beim Masters in Truro.
Bei den Olympischen Spielen 2022 gewann sie mit der schwedischen Mannschaft eine Bronzemedaille. 

## Privatleben
Ihre ältere Schwester Jonna hat für Schweden an der Juniorenweltmeisterschaft 2011 teilgenommen. Ihr Vater Stuart hat als Profifußballer in England und Schweden gespielt.